# Megadeth
I Megadeth sono un gruppo musicale thrash metal statunitense formatosi a Los Angeles nel 1983.
Annoverato tra i più influenti del genere insieme a Metallica, Slayer ed Anthrax, con i quali formano i cosiddetti "Big Four", il gruppo è stato fondato dal chitarrista Dave Mustaine dopo essere stato allontanato dai Metallica a causa del suo carattere litigioso e del suo abuso di alcool.
Nel corso della loro storia i Megadeth hanno cambiato più volte stile, passando dal thrash degli esordi ad un heavy metal melodico e poi, per un breve periodo, ad un hard rock dai contenuti industrial rock ritornando alle sonorità thrash a partire dagli anni duemila. Nel 1990 hanno pubblicato l'album Rust in Peace, annoverato dalla critica specializzata e dal pubblico come il migliore della loro carriera e che divenne in poco tempo disco di platino raggiungendo la posizione numero 23 della Billboard 200 statunitense; il successivo Countdown to Extinction (1992) bissò il successo raggiungendo la seconda posizione della classifica statunitense, il miglior risultato mai ottenuto dal gruppo.
Durante la sua carriera il gruppo ha venduto oltre 38 milioni di dischi in tutto il mondo, con cinque album consecutivi certificati disco di platino o multiplatino nei soli Stati Uniti d'America; la band ha inoltre ottenuto undici candidature e una vittoria ai Grammy Award nella categoria Best Metal Performance.
Nel 2013 Mustaine ha fondato la propria etichetta discografica indipendente, chiamata Tradecraft, con la quale sono stati pubblicati Super Collider e Dystopia.

## Storia del gruppo

### Primi anni (1983-1984)
(Dave Mustaine)

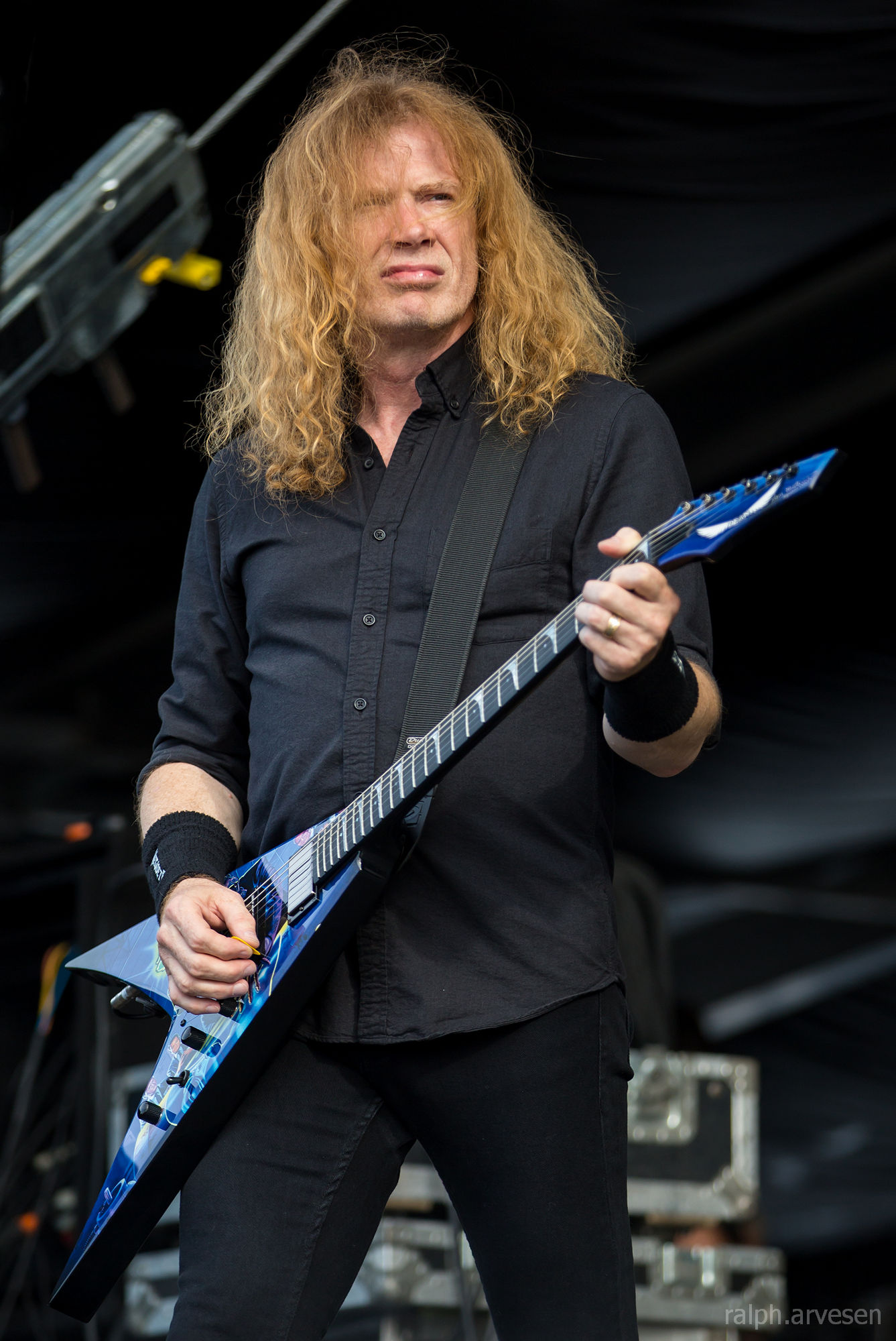
Dave Mustaine, fondatore dei Megadeth

Dave Mustaine, dopo essere stato cacciato dai Metallica a causa di litigi personali con James Hetfield e per la sua tendenza ad abusare di alcol e droghe, decise di cercare musicisti per formare un nuovo gruppo.
Il nuovo progetto venne battezzato con il nome Megadeth, preso da un articolo di giornale sulle conseguenze di un'esplosione atomica che Mustaine lesse su un pullman mentre tornava a Los Angeles, dopo l'allontanamento dai Metallica e si riferirebbe al potenziale distruttivo di una testata nucleare capace di provocare la morte di almeno un milione di persone. Poco dopo Mustaine iniziò la scelta dei componenti, dapprima il bassista Matt Kisselsten e il batterista Dijon Carruthers ma, in poco tempo lo stesso Kisselsten viene sostituito da David Ellefson, che portò anche un suo amico a completare le chitarre, Greg Handevidt. Dopo le prime apparizioni nei club di San Francisco, Handevidt e Carruthers lasciarono il gruppo; alcune indiscrezioni affermarono che Dijon, il primo batterista del gruppo, venne invece licenziato a causa della sua calvizie.
Dopo l'ingresso nella formazione del batterista Lee Rausch, Mustaine ed Ellefson non riuscirono a trovare né un chitarrista disoccupato, né un cantante; per questo motivo scelgono di contattare Kerry King, già militante degli Slayer e, nell'impossibilità di risolvere il problema della voce, Dave decise di diventare anche il cantante del gruppo. Anche questa formazione durò pochissimo, in quanto Rausch entrò nei Dark Angel mentre King litigò con Mustaine per incompatibilità personale, abbandonando così il progetto per dedicarsi solamente agli Slayer.

### Killing Is My Business... And Business Is Good!(1984-1985)

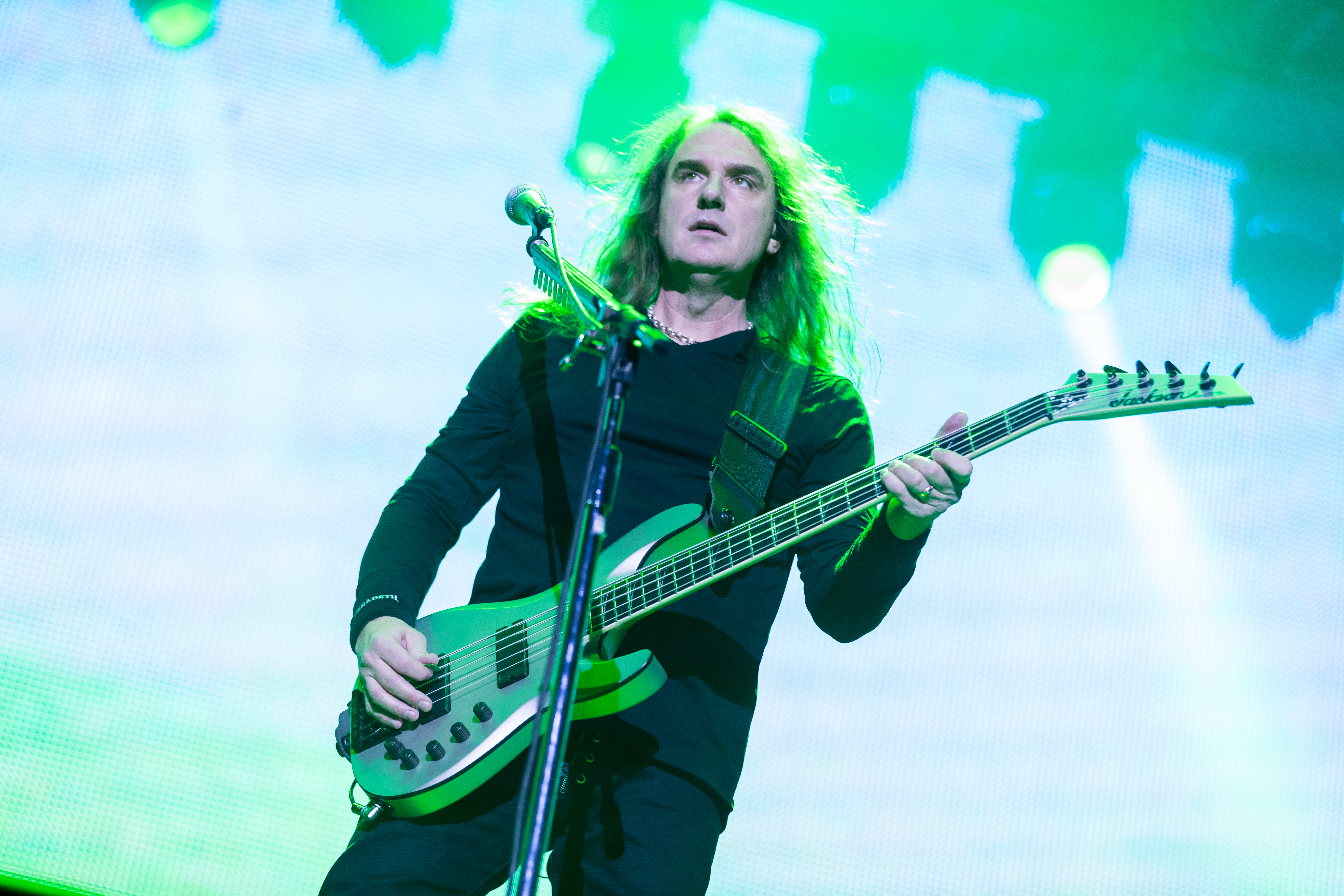
Dave Ellefson al Wacken Open Air 2017

Nel 1984, subentrarono Gar Samuelson alla batteria e Chris Poland alla chitarra, entrambi provenienti dal gruppo fusion The New Yorkers: questa sarà la prima formazione ufficiale dei Megadeth. L'anno successivo, i Megadeth pubblicarono il primo album, Killing Is My Business... And Business Is Good! attraverso la Combat Records.
Il disco presenta tratti elaborati ricchi di elementi thrash, speed metal e punk, ma mostra le sue carenze a livello di produzione. La band infatti spese in droga metà degli 8.000 dollari concessi dalla etichetta per produrre l'album e Mustaine sarà costretto a licenziare il produttore per mancanza di denaro e scegliere la strada dell'autoproduzione.
Nell'album è presente la canzone Mechanix, composta da Mustaine durante la sua militanza nei Metallica ed originariamente intitolata The Mechanics (i Metallica rielaborarono anch'essi il brano, intitolandolo The Four Horsemen, inserito nell'album Kill 'Em All). Tra le canzoni presenti all'interno del disco spicca anche una cover in versione speed metal del noto brano di Nancy Sinatra These Boots Are Made for Walking, che viene giudicata "vile ed offensiva" dal compositore Lee Hazlewood e, dopo una causa legale, al leader dei Megadeth viene impedito di inserire il brano nella ristampa del 1995 e viene costretto a pagare delle royalties all'autore (tuttavia nel 2002 il problema fu aggirato inserendo dei "beep" all'interno della traccia).
Nell'estate 1985, il gruppo intraprese il tour promozionale del disco in Canada e Stati Uniti d'America, facendo da spalla agli Exciter.

### Peace Sells... But Who's Buying?(1986-1987)
Chris Poland al termine del tour decise di abbandonare il gruppo per poi ritornarvi già nell'ottobre dello stesso anno; durante la sua assenza, il turnista Mike Albert prese temporaneamente il suo posto. Al suo ritorno, la formazione compose del materiale per il secondo disco, completandolo per marzo 1986, senza tuttavia restare soddisfatta del risultato finale, a causa dei limitati mezzi economici forniti dalla casa discografica. Per questo motivo, i Megadeth decisero di lasciare la Combat vista anche l'occasione di firmare per la major Capitol Records.
La nuova casa discografica comprò i diritti anche dell'album a cui i Megadeth stavano lavorando, ingaggiando Paul Lani per effettuare un nuovo missaggio del disco, ed è così che nel novembre 1986, dopo oltre un anno dall'inizio delle registrazioni, arriva sul mercato Peace Sells... But Who's Buying?, considerato uno dei più influenti lavori di stampo thrash metal. L'album ottenne un notevole successo, venendo certificato disco di platino dalla RIAA. La copertina del disco venne affidata ad Ed Repka, che fece esordire la mascotte della band, Vic Rattlehead. Nonostante le tematiche dell'album riguardino perlopiù l'horror, alcuni brani come Peace Sells mostrano anche tematiche politiche. Proprio quest'ultimo brano ottenne subito buoni consensi, entrando prima nella rotazione musicale di MTV e successivamente tra le migliori 40 canzoni metal dell'emittente VH1.
Nel mese di febbraio 1987, i Megadeth intrapresero una tournée, facendo da spalla ad Alice Cooper per il suo Constrictor tour. A questo seguì prima un breve tour di spalla ai Mercyful Fate negli Stati Uniti e un altro nella veste di attrazione principale a fianco di Overkill e Necros. Tuttavia, l'abuso di droghe e la scarsa attenzione sul lavoro da parte di Chris Poland e Gar Samuelson spinse Mustaine a licenziarli dopo l'ultimo show del tour. I due furono immediatamente sostituiti dal batterista Chuck Behler, tecnico di Samuelson, e dal chitarrista Jay Reynolds, sostituito ben presto dal suo maestro di chitarra Jeff Young, con il quale nel giro di sole sei settimane venne composto il nuovo album. Mustaine inoltre dichiarò in un'intervista che Poland, per poter acquistare droghe, vendette parte della sua strumentazione. Il brano Liar è una dedica diretta dal cantante verso il chitarrista.

### So Far, So Good... So What!(1988-1989)
Nel 1988 i Megadeth pubblicarono il terzo album So Far, So Good... So What!, che contiene grandi successi del gruppo come la cover dei Sex Pistols Anarchy in the U.K. (ribattezzata Anarchy in the USA) e il brano In My Darkest Hour, dedicato alla memoria di Cliff Burton, all'epoca bassista dei Metallica, morto in un incidente stradale in Svezia durante il tour promozionale dell'album Master of Puppets. Il testo parla di una persona che in punto di morte resta sola, abbandonata anche dagli affetti femminili, una condizione che non di rado si ritrova nelle canzoni dei Megadeth.
La produzione del disco si rivelerà molto tumultuosa a causa della tossicodipendenza del frontman e per via del licenziamento di Paul Lani a causa di un missaggio non gradito per la batteria, sostituito da Michael Wagener, che si impegnò a farne uno nuovo. Nel giugno 1988, i Megadeth apparirono nel film documentario The Decline of Western Civilization Part II: The Metal Years di Penelope Spheeris, che documenta la scena hair metal di Los Angeles. In seguito Mustaine dichiarò in un'intervista del 1991 che in quell'occasione la band fu accomunata a "un mucchio di band di merda".
I Megadeth iniziarono il tour promozionale per So Far, So Good... So What!, prima come supporto ai Dio, in seguito agli Iron Maiden e, nell'agosto 1988, il complesso apparve al Monsters of Rock a fianco di band come Kiss, Guns N' Roses e David Lee Roth, di fronte a centomila persone. In seguito a questa apparizione la band entrò a far parte del cast del Monster of Rock European Tour, per poi venire subito esclusa dopo la prima data.
L'allontanamento di Jeff Young e Chuck Behler, proprio come avvenuto in precedenza con Chris Poland e Gar Samuelson, provocò la cancellazione del tour in Australia, mentre Mustaine dichiarò che dai piccoli diverbi iniziali con i due, si era passati a una vera e propria guerra. Nel luglio 1989 venne ingaggiato Nick Menza, inizialmente tecnico della batteria di Behler e, non riuscendo a trovare un chitarrista, la band incise una cover di Alice Cooper, No More Mr. Nice Guy, che venne inserita nella colonna sonora del film Shocker, di Wes Craven.
Proprio in questo periodo, la tossicodipendenza di Mustaine raggiunse il culmine: nell'estate 1989, durante le audizioni per trovare il chitarrista solista mancante, il frontman fu arrestato per guida in stato di ebbrezza e possesso di sostanze stupefacenti, bloccando l'attività del gruppo proprio quando era in procinto di entrare in studio. Mustaine decise quindi di prendere parte a un programma di disintossicazione.
Risolti i problemi della sua voce solista, il complesso tornò alla ricerca di un membro alle sei corde: dopo aver "corteggiato" nomi noti in ambito metal come Dimebag Darrell (Pantera), Erik Meyer (Dark Angel) e Jeff Waters (Annihilator), nel febbraio 1990 la scelta cadde su Marty Friedman, ex-chitarrista dei Cacophony con un album solista alle spalle intitolato Dragon's Kiss.

### Rust in PeaceeCountdown to Extinction(1990-1994)

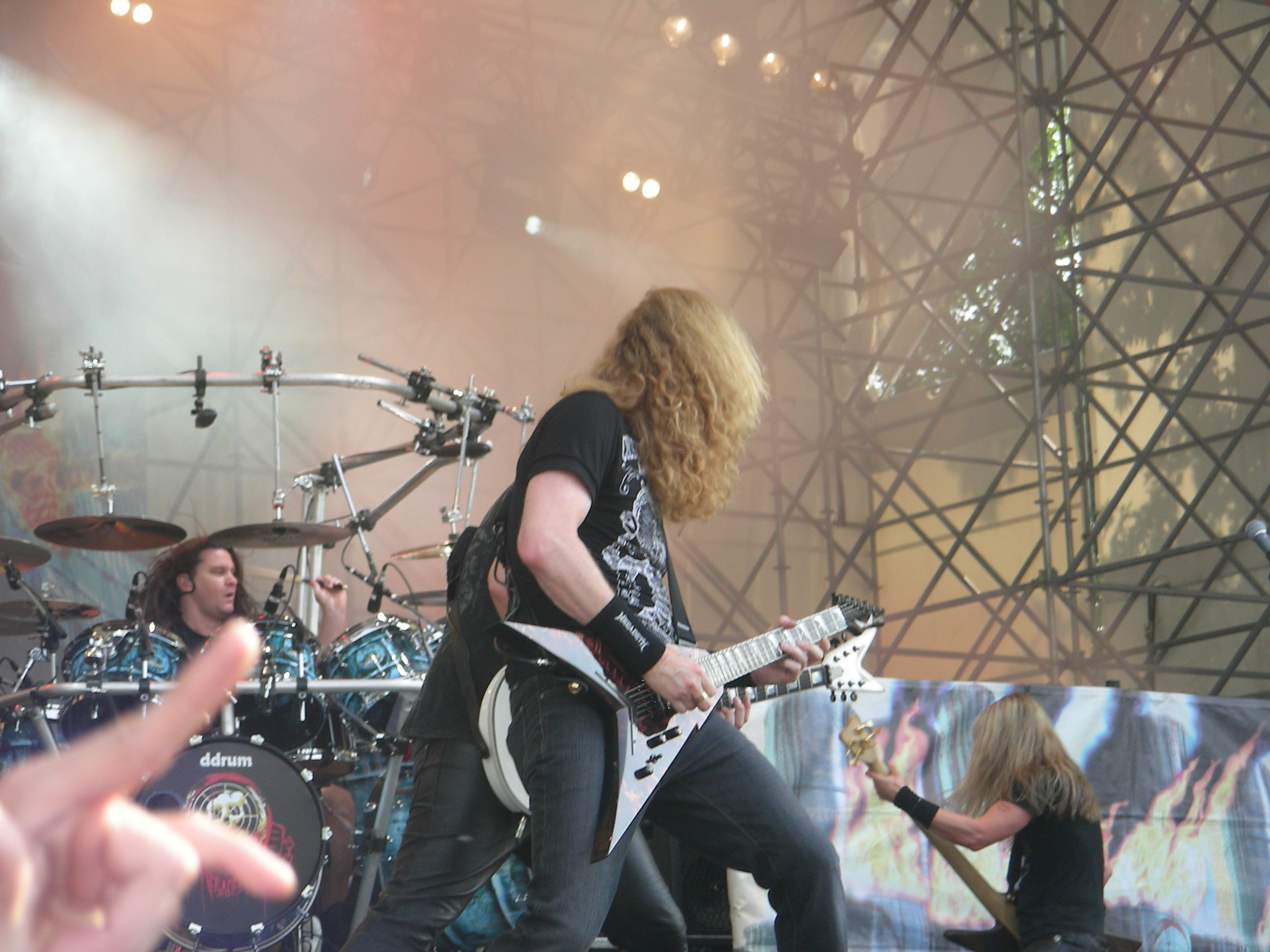
I Megadeth al Gods of Metal 2007

Nel marzo 1990 i Megadeth entrarono in studio con il nuovo produttore Mike Clink e diedero alla luce l'album Rust in Peace, pubblicato il 24 settembre 1990 ed ottenendo un ottimo successo commerciale sia negli Stati Uniti che nel resto del mondo. Il sound dell'album appare decisamente più tecnico, con ritmiche ancora più complesse rispetto ai predecessori e l'ultima fatica in ordine di tempo del quartetto californiano viene più volte indicata come un punto di riferimento nella musica metal.
Dal disco vennero estratti due singoli, Holy Wars... The Punishment Due ed Hangar 18, e per entrambi venne realizzato un video musicale. Rust in Peace vendette un milione di copie negli Stati Uniti e ricevette alcune candidature ai Grammy Awards 1991 e 1992. Nello stesso anno il gruppo partecipò al tour mondiale Clash of the Titans assieme a Slayer, Testament, Suicidal Tendencies, Judas Priest e Alice in Chains, che si rivelerà un grande successo per il pubblico, registrando più volte il "tutto esaurito"; poco dopo venne pubblicato il primo home video, Rusted Pieces.
Nel gennaio 1992 il gruppo rientrò in studio con il nuovo produttore Max Norman, che gli chiese di virare verso canzoni più brevi e commerciali; per la prima volta, tutti i membri parteciparono alla realizzazione dell'album, al punto che sarà lo stesso Nick Menza a proporre il titolo dell'album. Il 14 luglio 1992 i Megadeth pubblicarono Countdown to Extinction, il quale esordì alle posizioni alte della classifica Billboard 200 ed ottenendo rapidamente un doppio disco di platino negli Stati Uniti, oltre ad alcune nomination ai Grammy. Nel novembre 1992 uscì il secondo video della band, Exposure of a Dream, contenente i video estratti dall'ultimo album.
La band iniziò un tour in supporto al nuovo disco a fianco di Pantera, Suicidal Tendencies e Stone Temple Pilots come band d'apertura. Questi concerti tuttavia segnarono il ritorno alla dipendenza da stupefacenti per Dave Mustaine, il quale si vide costretto a interrompere il tour per riabilitarsi; una volta ripresosi, i Megadeth proseguirono il loro tour, suonando in una data con i Metallica: in questa occasione il leader dei Megadeth dichiarò che i dissapori tra le due band erano ormai risolti. Il quartetto californiano, inoltre, iniziò un secondo tour come supporto degli Aerosmith ma, a causa di alcuni dissapori legati alle condizioni contrattuali imposte da questi ultimi, i Megadeth vennero rimossi dall'evento dopo solo sette date.

### YouthanasiaeCryptic Writings(1994-1999)

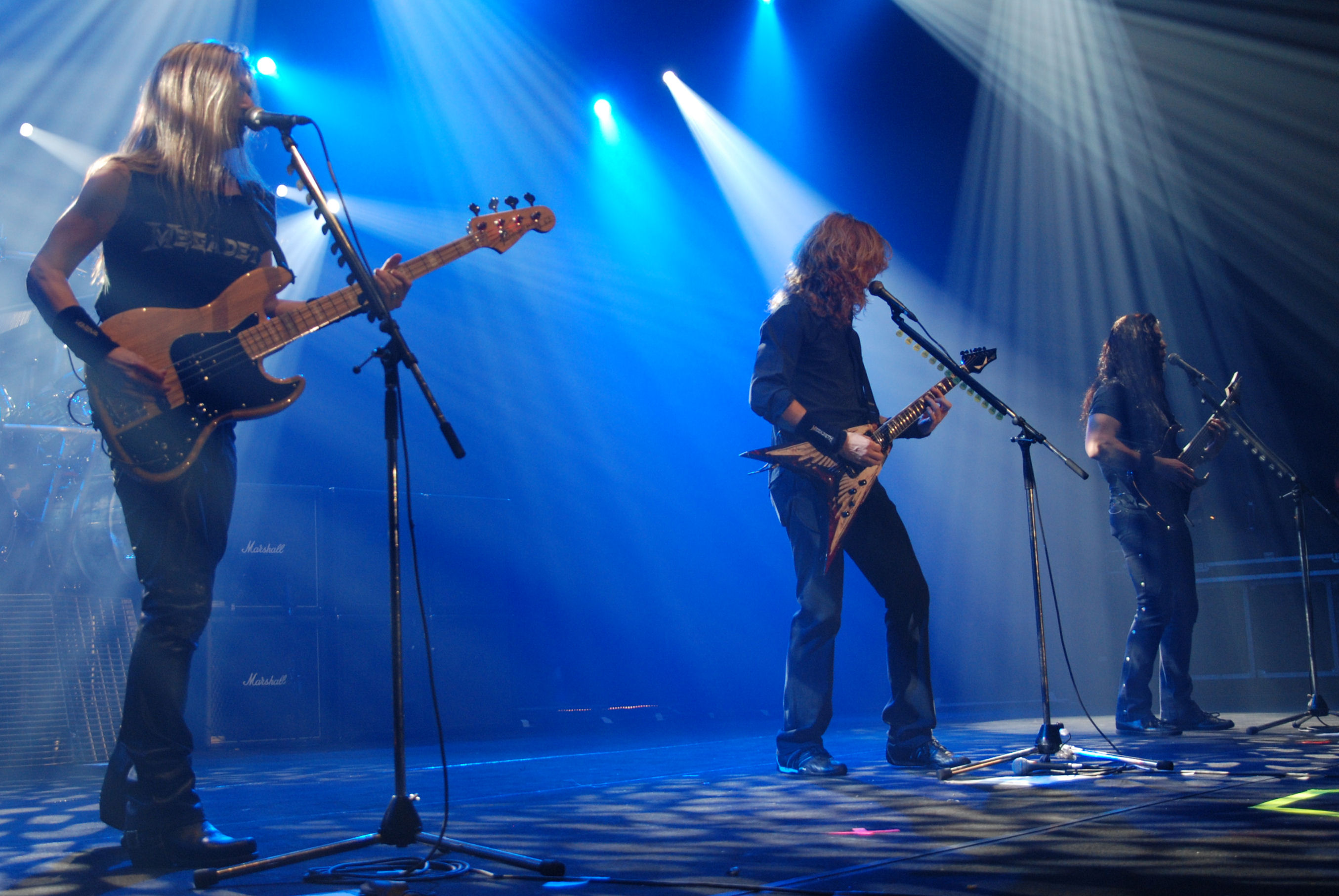
I Megadeth al Metalmania 2008 con James Lo Menzo e Chris Broderick

All'inizio del 1994 il gruppo ingaggiò il produttore Max Norman e costruì uno studio di registrazione privato, poi soprannominato Fat Planet in Hangar 18, in cui lavorare alla creazione e all'arrangiamento del nuovo album. Le immagini provenienti da questa operazione vennero conservate e, successivamente, utilizzate per la realizzazione di un nuovo video, intitolato Evolver: The Making of Youthanasia.
Dopo otto mesi trascorsi in studio, il 1º novembre 1994 uscì Youthanasia, il quale debuttò subito nelle parti alte della classifica Billboard, ottenendo rapidamente il disco di platino negli Stati Uniti d'America e quello d'oro in Canada. L'album, a causa delle pressioni da parte del nuovo produttore, risultò essere ancora più commerciale rispetto al predecessore, conservando da un lato un nucleo metal, ma dall'altro dando maggior risalto alle linee vocali e alla melodia.
I Megadeth abbandonarono il look thrash che lo aveva caratterizzato fino a questo momento, in favore di uno più curato e, per promuovere il nuovo lavoro, intrapresero un tour di undici mesi con il supporto di Corrosion of Conformity, Flotsam and Jetsam, Korn e Fear Factory. Culmine di questa fase è la partecipazione in qualità di attrazione principale al Monsters of Rock in Brasile e l'ottenimento di una sesta nomination ai Grammy Award.
Nel marzo 1995 Youthanasia venne ripubblicato in Europa, accompagnato da una raccolta di cover e b-side, Hidden Treasures. Dopo quest'ultimo tour di supporto, Mustaine accantonò temporaneamente i Megadeth dedicandosi al progetto parallelo MD.45 e poco dopo riprese le redini dei Megadeth ingaggiando un nuovo manager, Bud Prager, già noto per la sua passata collaborazione con i Foreigner. Sarà proprio a quest'ultimo che, come il suo predecessore Max Normann, verrà imputata la svolta ancora più evidente della band verso il rock commerciale, convincendola a lavorare con il produttore Dann Huff, ex membro dei Giant.
Nel settembre 1996 i Megadeth iniziarono a lavorare al nuovo album, che doveva inizialmente chiamarsi Needles and Pins.
La fase di scrittura delle canzoni venne supervisionata da Prager, che suggerisce anche testi e titoli per i nuovi brani. In merito a queste scelte, Mustaine avrebbe in seguito dichiarato di ritenere il neoacquisito produttore l'uomo in grado di fargli creare l'album "numero uno" che tanto cercava. A causa di problemi legati alla copertina del disco, però, la band sarà costretta a cambiare il titolo e la copertina dell'album, in cui non appare la mascotte Vic Rattlehead.
Il 17 giugno 1997 uscì Cryptic Writings che debuttò alla decima posizione della Billboard 200, guadagnandosi per la sesta volta consecutiva per un album dei Megadeth il disco d'oro. Trust fu il primo singolo estratto dal disco nonché il primo a raggiungere la migliore posizione nella Mainstream Rock Songs, ottenendo inoltre una nomination ai Grammy Awards 1998 nella categoria Best Metal Performance. In seguito, l'album produsse altre canzoni in grado di popolare la Top 20 nella Hot Mainstream Rock Tracks, come Almost Honest (alla posizione 8), Use the Man (alla posizione 15) e A Secret Place (alla posizione 19). A un anno dalle ultime apparizioni sul palco, i Megadeth iniziarono nel 1997 un tour con i Misfits e, successivamente, a fianco di Life of Agony e Coal Chamber negli Stati Uniti. Nel luglio 1998 la band prese parte all'Ozzfest ma, a metà del tour, il batterista Nick Menza scopri di avere un tumore al ginocchio che lo costrinse ad abbandonare il progetto per curarsi. Venne chiamato a sostituirlo il musicista Jimmy DeGrasso, prima solo temporaneamente, poi entrando in pianta stabile nella formazione quando Mustaine dichiarò che Menza aveva mentito sul suo tumore.

### Riske il declino (1999-2000)

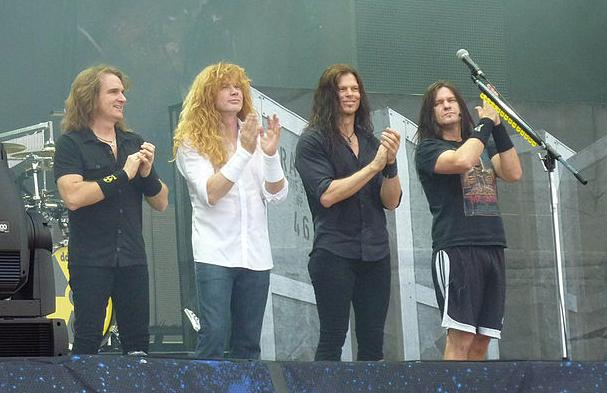
I Megadeth al Sonisphere 2010 con Shawn Drover

Nelle interviste successive alla fine della tournée, Mustaine cominciò a parlare di una vera e propria rivoluzione nel sound del gruppo e di un disco che non avrebbe avuto precedenti. Le sue parole presero corpo nel 1999 con l'uscita di Risk, considerato il più grande passo falso della formazione.
Il suono della band era radicalmente cambiato, il metal venne completamente abbandonato in favore di un rock melodico e fortemente contaminato dall'industrial rock come ad esempio nel singolo Crush'Em. Il disco venne stroncato dalla critica e dai fan e per la prima volta Mustaine venne "punito" per aver cercato a tutti i costi la formula vincente. L'album divenne un totale insuccesso commerciale, vendendo 500 000 copie negli Stati Uniti (il risultato di vendite più basso dai tempi di Peace Sells... But Who's Buying?. Comunque, alcuni critici musicali hanno sostenuto che il disco presenta alcuni brani di modesto valore come Prince of Darkness, Breadline e Seven.
Questo portò la Capitol ad abbandonare il gruppo, facendogli "completare" gli obblighi contrattuali, l'anno dopo, con la pubblicazione di una raccolta, Capitol Punishment: The Megadeth Years, dal titolo decisamente ironico vista la situazione. Mustaine darà la colpa dell'insuccesso ai produttori e a Marty Friedman che partecipò alla composizione di quasi tutti i pezzi di Risk.
Quest'ultimo venne allontanato dai Megadeth dopo vari screzi con il leader e il suo posto venne preso da Al Pitrelli, chitarrista famoso per aver suonato con gruppi quali come Asia, Alice Cooper, Widowmaker e Savatage.

### The World Needs a Heroe lo scioglimento (2001-2002)
Nel 2001 venne dato alle stampe The World Needs a Hero dalla Sanctuary Records, un album dove Mustaine abbandonò i recenti esperimenti musicali, visti i pessimi risultati commerciali. L'album venne accolto modestamente e le vendite diedero ragione alla scelta del gruppo di tornare al metal. Dalla tournée successiva venne anche realizzato il primo album dal vivo del gruppo, intitolato Rude Awakening. Le vendite cominciarono quindi a risalire ma improvvisamente, il 4 aprile 2002, arrivò la notizia dello scioglimento della band a causa di un problema al polso di Dave Mustaine. In realtà c'è chi sostiene che lo scioglimento fosse stato causato dal mancato pagamento di debiti, derivanti da diritti d'autore, da parte di Mustaine stesso nei confronti del bassista Dave Ellefson, per cui successivamente verrà intentata anche una causa.

### Riformazione,The System Has Failed(2004-2007)

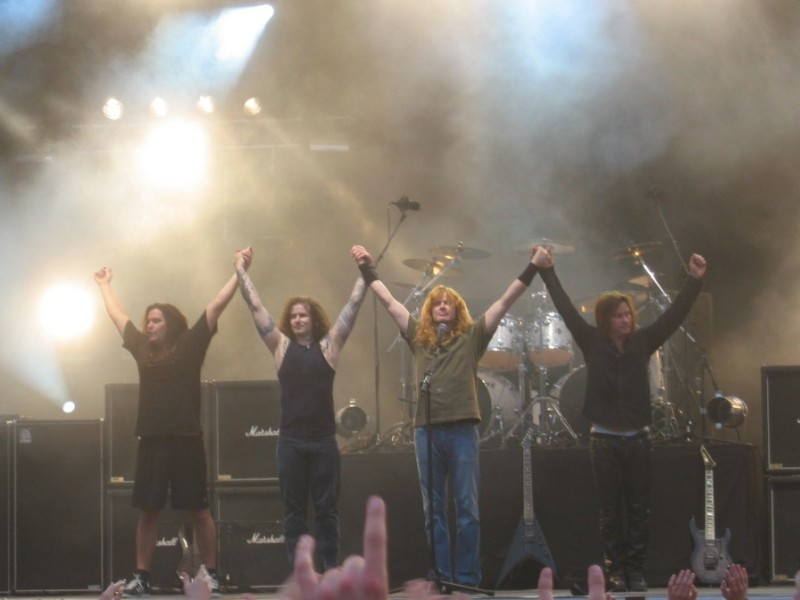
I Megadeth al Sauna Open Air 2005

Dopo un periodo di terapia per risolvere il suo problema, Mustaine annunciò il suo ritorno e ricostituì il gruppo, arruolando in modalità provvisoria Chris Poland (il chitarrista degli esordi del gruppo e divenuto nel frattempo maestro di musica), il bassista Jimmie Lee Sloas e il session-man Vinnie Colaiuta, turnista di fama mondiale per la prima volta nella sua carriera alle prese con il metal. Con questa nuova formazione, il gruppo pubblicò nel 2004 il decimo album The System Has Failed. Visto il discreto successo dell'album, sia in termini di vendite che di gradimento, Mustaine decise di imbarcarsi in un tour con una nuova formazione, dando vita al Gigantour, evento musicale che nelle sue idee avrebbe dovuto costituire una valida alternativa all'Ozzfest. A questo evento parteciperanno gruppi quali Dream Theater e Nevermore. Inoltre, scegliendo la ESP per la fornitura degli strumenti, per sua volontà vennero ristampati tutti i dischi registrati in studio della band, in collaborazione con l'ex etichetta Capitol.
Conclusosi il tour, Mustaine decise di assumere nuovi membri in pianta stabile: James LoMenzo al basso e i fratelli Glen e Shawn Drover (Eidolon), rispettivamente alla chitarra e alla batteria.
Il 6 marzo 2007 venne pubblicato il DVD That One Night: Live in Buenos Aires, nel quale partecipò al basso il turnista James MacDonough, ex Iced Earth. Il concerto venne filmato all'Obras Stadium di Buenos Aires durante il Blackmail the Universe Tour.

### United AbominationseEndgame(2007-2010)
Il 15 maggio 2007 è stato pubblicato un nuovo album intitolato United Abominations, descritto da Dave Mustaine con queste parole: «Adoro quest'album, è così duro che lo si potrebbe usare per tagliare il vetro!». Il disco continua il tema politico trattato nell'album precedente e contiene un rifacimento di À tout le monde realizzato con la cantante dei Lacuna Coil Cristina Scabbia, intitolato À tout le monde (Set Me Free).
In seguito all'abbandono di Glen Drover, il 14 gennaio 2008 Mustaine annunciò l'entrata nel gruppo del chitarrista Chris Broderick. Poco più tardi fu pubblicato il quarto greatest hits dei Megadeth, intitolato The Anthology, un cofanetto costituito da due CD contenenti i migliori successi del gruppo.
Nel 2009 il gruppo intraprese un lungo tour europeo partecipando al Priest Feast con Judas Priest e Testament. Il 18 giugno 2009, Mustaine annunciò il titolo del dodicesimo album in studio, Endgame, pubblicato il 15 settembre dello stesso anno per la Roadrunner Records.
La band prese parte anche al tour di Canadian Carnage, dove furono l'attrazione principale insieme agli Slayer, accompagnati dai Machine Head e Suicide Silence. In questo tour decisero anche di suonare per la prima volta una delle canzoni del nuovo album, ovvero Head Crusher.
L'album, molto legato al thrash metal anni ottanta, ebbe un buon successo commerciale, diventando anche disco d'oro. Il brano Head Crusher venne nominato per i Grammy Award del 2009 come Best Metal Performance. Il gruppo confermò successivamente la propria partecipazione Big Four Tour con Metallica, Slayer ed Anthrax, reintegrando tra le proprie file lo storico bassista David Ellefson. Il concerto tenutosi a Sofia fu immortalato nel DVD The Big 4: Live from Sofia, Bulgaria.

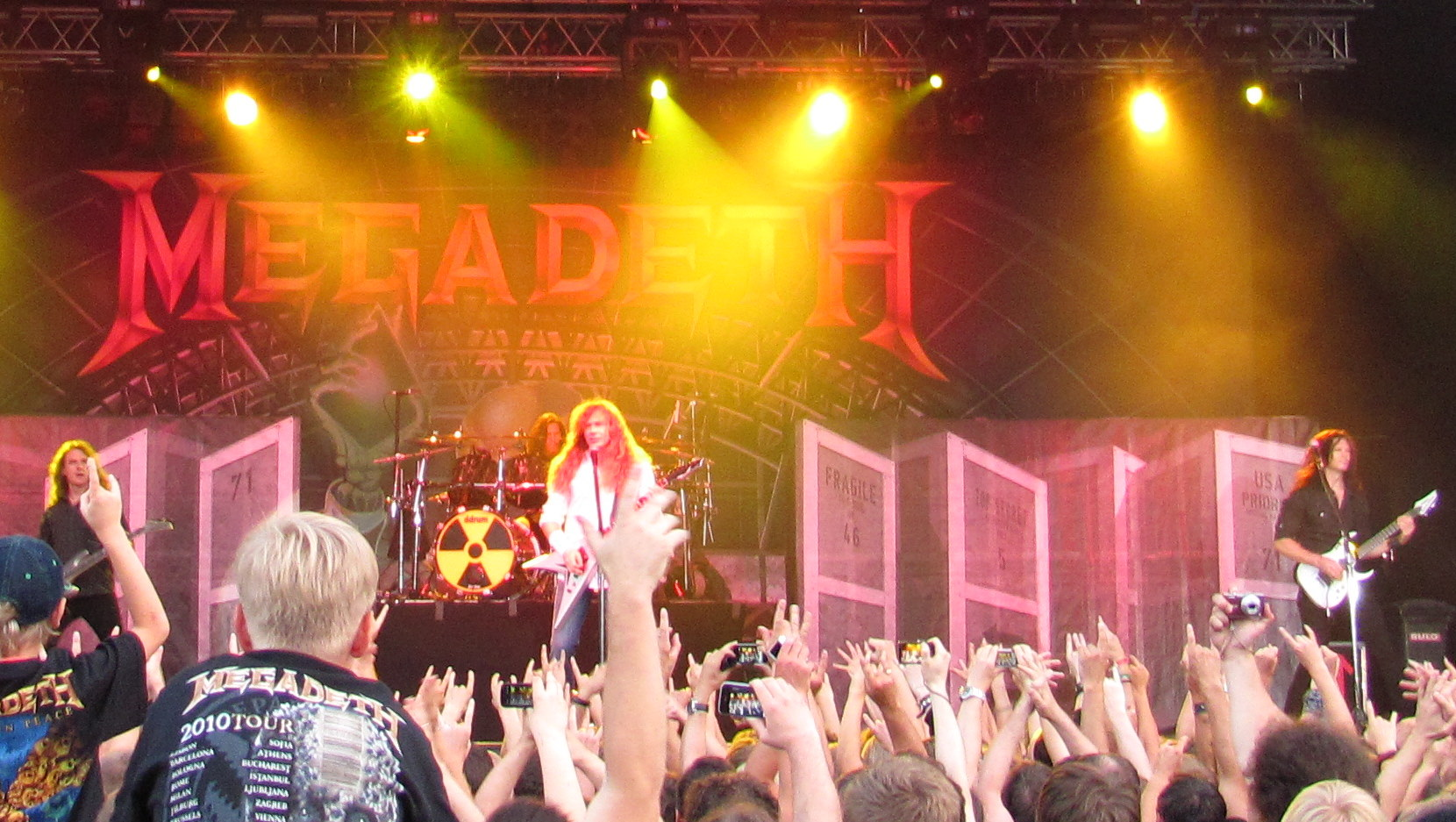
i Megadeth a Haapsalu nel 2010

Per il ventennale dell'album Rust in Peace il gruppo decise di intraprendere un tour celebrativo eseguendo l'intero album con l'aggiunta di altri brani tratti dal loro repertorio. Il concerto tenutosi al Palladium di New York, in cui la band ha registrato il tutto esaurito, è stato scelto per essere pubblicato in DVD, con il titolo Rust in Peace: Live. Successivamente fu pubblicato anche un nuovo singolo, intitolato Sudden Death e creato appositamente per il videogioco Guitar Hero: Warriors of Rock; la copertina del singolo raffigura la nuova immagine di Vic Rattlehead.

### Thirteen(2010-2011)
Il 17 novembre 2010 Dave Mustaine annuncia ufficialmente nel Megadeth Cyber Army Chat Room che i Megadeth avrebbero cominciato le registrazioni per il tredicesimo album nel Vic's Garage (lo studio privato dei Megadeth) con già 5 canzoni quasi pronte. In chat online con i membri del fan club ufficiale del gruppo Mustaine spiega che l'album seguirà lo stile di Endgame ed in un'intervista Mustaine aggiungerà che le canzoni saranno veloci e "molto molto pesanti"; le canzoni saranno 12 come concordato nel contratto. Come produttore fu ingaggiato Johnny K.
Il 3 giugno 2011 viene annunciato che una nuova canzone, Never Dead verrà inclusa nel trailer di un nuovo videogioco, NeverDead. In occasione della data italiana al Big 4 Tour, i Megadeth eseguirono l'allora inedito Public Enemy No. 1.
L'8 luglio Dave Mustaine annunciò al pubblico il nome del loro tredicesimo album, intitolato Thirteen e pubblicato il 1º novembre. Il 5 febbraio 2012 la famosa rivista statunitense Guitar World conferisce ai membri dei Megadeth alcuni importanti riconoscimenti: Dave Mustaine e Chris Broderick miglior chitarristi del 2011; Thirteen eletto album metal dell'anno e Dave Mustaine classificato terzo miglior musicista del 2011.

### Super Collider(2013-2014)
Il 4 giugno 2013 venne pubblicato il quattordicesimo album Super Collider, anticipato dall'omonimo singolo il 22 aprile.
Il 26 novembre 2014 Chris Broderick e Shawn Drover hanno annunciato attraverso i propri siti ufficiali l'uscita dai Megadeth.

### Dystopia e The Sick, the Dying... and the Dead!(2015-presente)

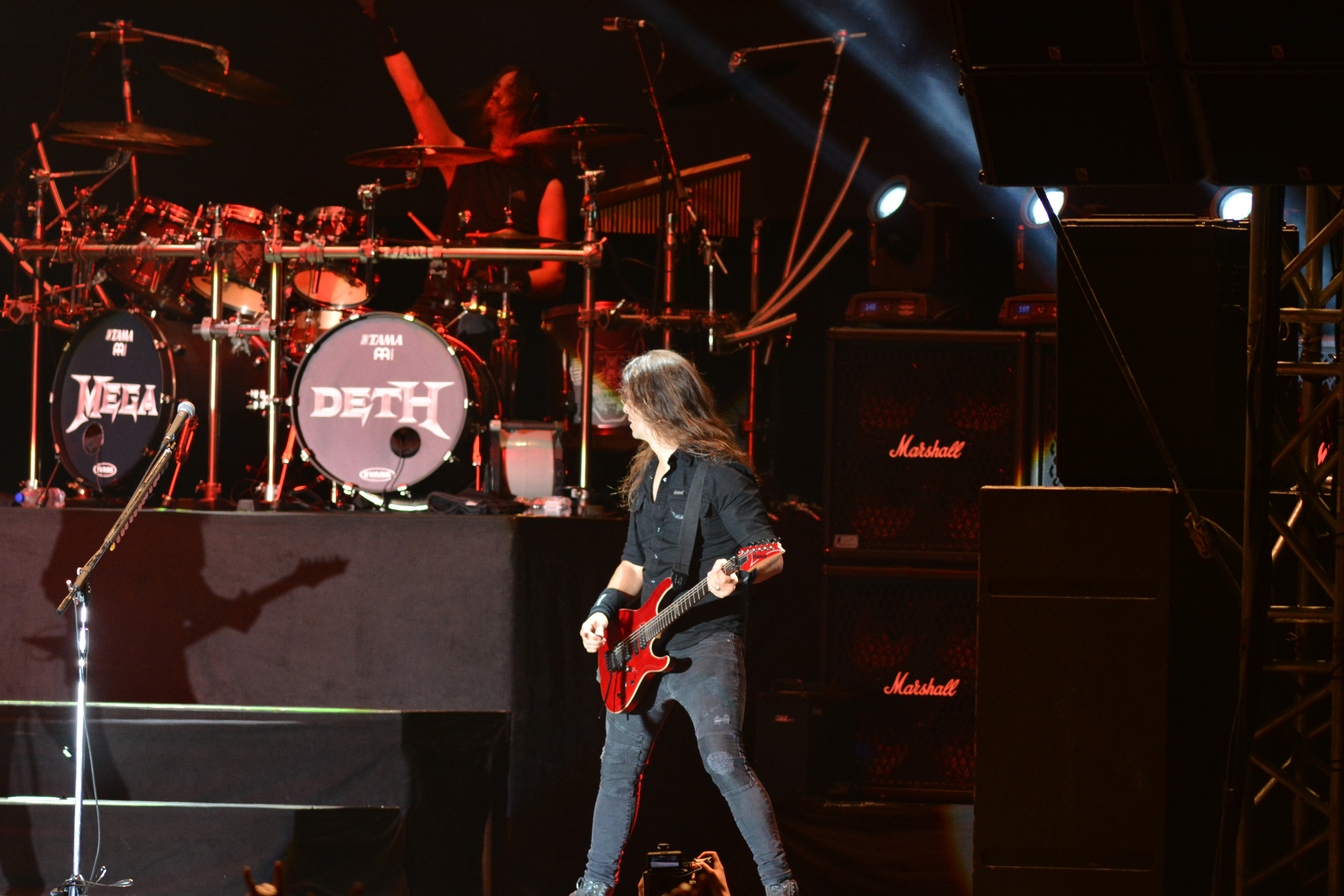
Dirk Verbeuren e Kiko Loureiro all'Elbriot 2017

Il 30 marzo 2015 Mustaine ha ufficializzato l'entrata in formazione del batterista Chris Adler (Lamb of God) e il 3 aprile quella del chitarrista Kiko Loureiro (Angra).
Il 1º ottobre 2015 i Megadeth hanno reso disponibile per l'ascolto il singolo Fatal Illusion, mentre il giorno seguente hanno annunciato il loro quindicesimo album in studio, intitolato Dystopia e pubblicato il 22 gennaio 2016. Nel periodo antecedente all'uscita dell'album, sono stati resi disponibili per l'ascolto anche altri due brani. Il primo, The Threat Is Real, è uscito il 27 novembre 2015 in formato 12" in concomitanza con il Black Friday del Record Store Day, mentre il secondo, l'omonimo Dystopia, è stato reso disponibile per l'ascolto dal 7 gennaio 2016. Per entrambi i brani sono stati realizzati anche dei video, collegati l'uno con l'altro.
Dystopia ha ottenuto un buon successo in madrepatria, debuttando al terzo posto della Billboard 200 statunitense, ed è stato promosso dal relativo Dystopia World Tour: nelle date in cui Adler non ha potuto partecipare, a causa dei suoi impegni con i Lamb of God, il suo posto è stato preso da Tony Laureano, session man di fiducia nei soundcheck del gruppo. Successivamente Dirk Verbeuren dei Soilwork è stato ingaggiato come nuovo sostituto, divenendo membro ufficiale della formazione dal 15 luglio 2016.
Nel 2017 la title track dell'album ha permesso ai Megadeth di ottenere il loro primo Grammy Award alla miglior interpretazione metal, dopo una serie di undici candidature senza successo ottenute negli anni precedenti.
Il 24 maggio 2021 i Megadeth hanno annunciato l'allontanamento di Ellefson dalla formazione a seguito di filmati osceni apparsi sulla rete. Per ovviare all'assenza di quest'ultimo in occasione della tournée nordamericana svoltasi tra agosto e settembre 2021, il gruppo ha arruolato in formazione l'ex bassista James LoMenzo inizialmente come turnista e dal 31 maggio 2022 seguente come componente ufficiale.
Il 2 settembre 2022 esce The Sick, the Dying... and the Dead!, sedicesimo album in studio della band.
Il 14 agosto 2025 i Megadeth annunciano il loro ritiro definitivo dalla scena musicale con un ultimo album in studio, il quale verrà pubblicato nel 2026, ed un tour d'addio globale che inizierà nel 2026.

## Tematiche

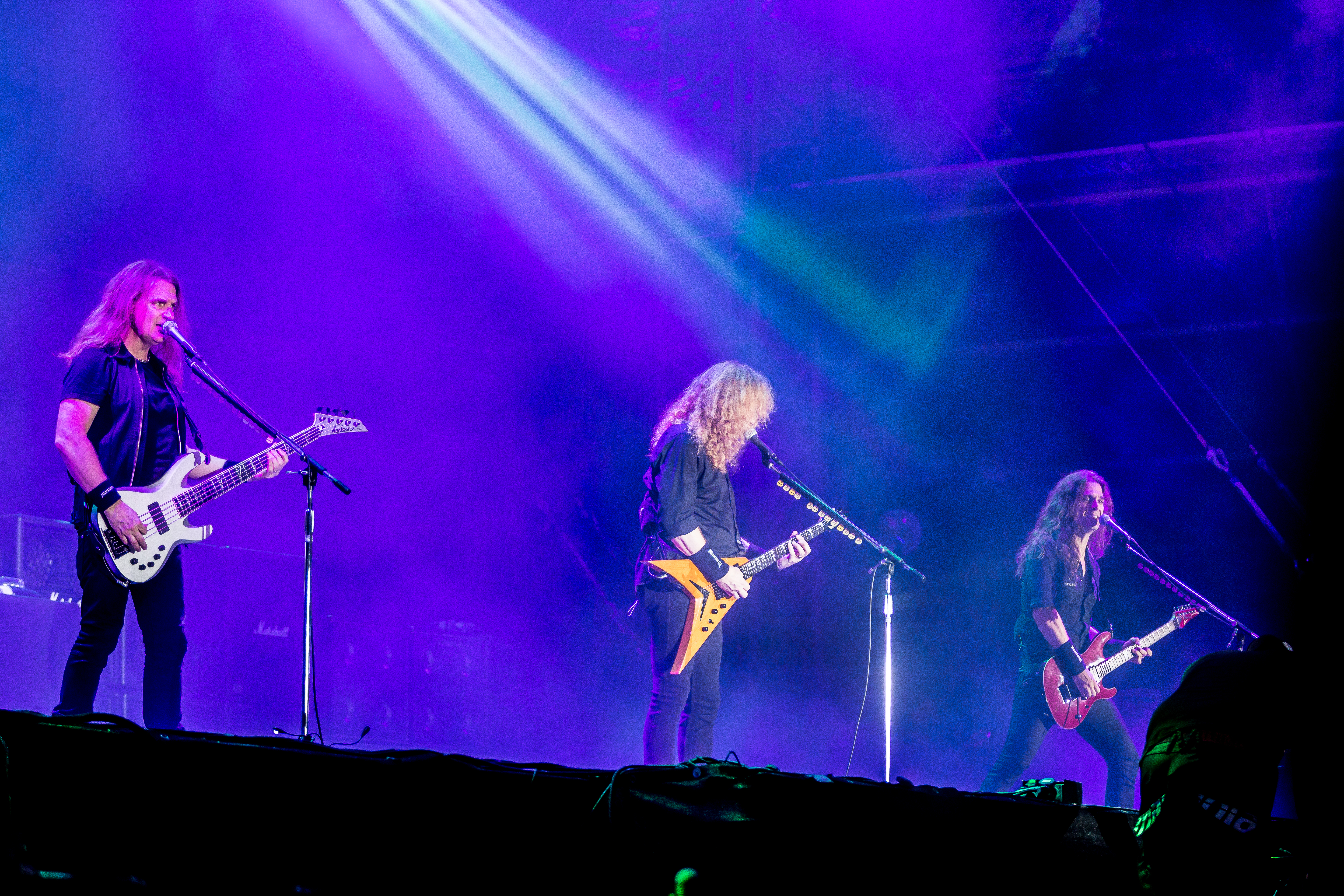
I Megadeth al Summer Breeze Open Air 2017

I Megadeth sono noti per i testi di protesta contro la società. Le tematiche frequenti nei brani sono la violenza, la guerra, la malattia e, più recentemente, esperienze personali, in genere di Mustaine. Tematiche di guerra si possono ritrovare in molti brani, come Hangar 18, Return to Hangar, Take No Prisoners, Dawn Patrol, Architecture of Aggression e Set the World a Fire incentrata sugli immediati effetti di una guerra atomica, mentre sulle conseguenze della guerra sono le canzoni Dawn Patrol e Ashes In Your Mouth. Lo stesso nome "Megadeth" è una storpiatura di "megadeath", termine coniato da Herman Kahn, divenuto popolare grazie al suo libro del 1960, On Thermonuclear War, per indicare un milione di morti.
La politica è uno dei temi frequenti nei brani del gruppo, come ad esempio i giudizi sarcastici su Tipper Gore, la PMRC e la censura musicale in Hook In Mouth. Il cinismo nei confronti della politica ha i massimi vertici nei brani Peace Sells, The World Needs a Hero e Blackmail the Universe. Riguardo alle malattie invece, l'album Youthanasia è già un lavoro quasi interamente dedicato a queste, pur se unito ad esperienze personali, quali la droga: si pensi ad A Tout le Monde, le ultime parole di un malato terminale ai suoi cari ed alla stessa Youthanasia, già esplicita di per sé. Inoltre Mustaine si fa paladino dell'ambientalismo nei pezzi Countdown to Extinction e Dawn Patrol, mentre ammonisce i dittatori in Warhorse e Symphony of Destruction.
Tutti questi testi cupi, destabilizzanti e a volte di difficile interpretazione, uniti a quelli riguardanti droga e dipendenza che pure non sono rari (Use the Man, Burnt Ice, Addicted to Chaos) hanno causato alla band problemi e difficoltà, soprattutto circa la censura dei videoclip. Nel 1988, il video di In My Darkest Hour, fu censurato da MTV perché l'emittente ritenne il suo contenuto istigante al suicidio. Stessa situazione si creò per il video di A Tout Le Monde, in quanto venne frainteso il testo, che parla di un uomo che dice ai suoi cari le ultime parole. Tuttavia di recente, alcune canzoni si sono spostate su temi religiosi, ad esempio Truth Be Told, che parla della storia di Caino e Abele, e Shadow of Deth, nella quale ci sono parole tratte dal salmo 23 della Bibbia di re Giacomo.

## Mascotte

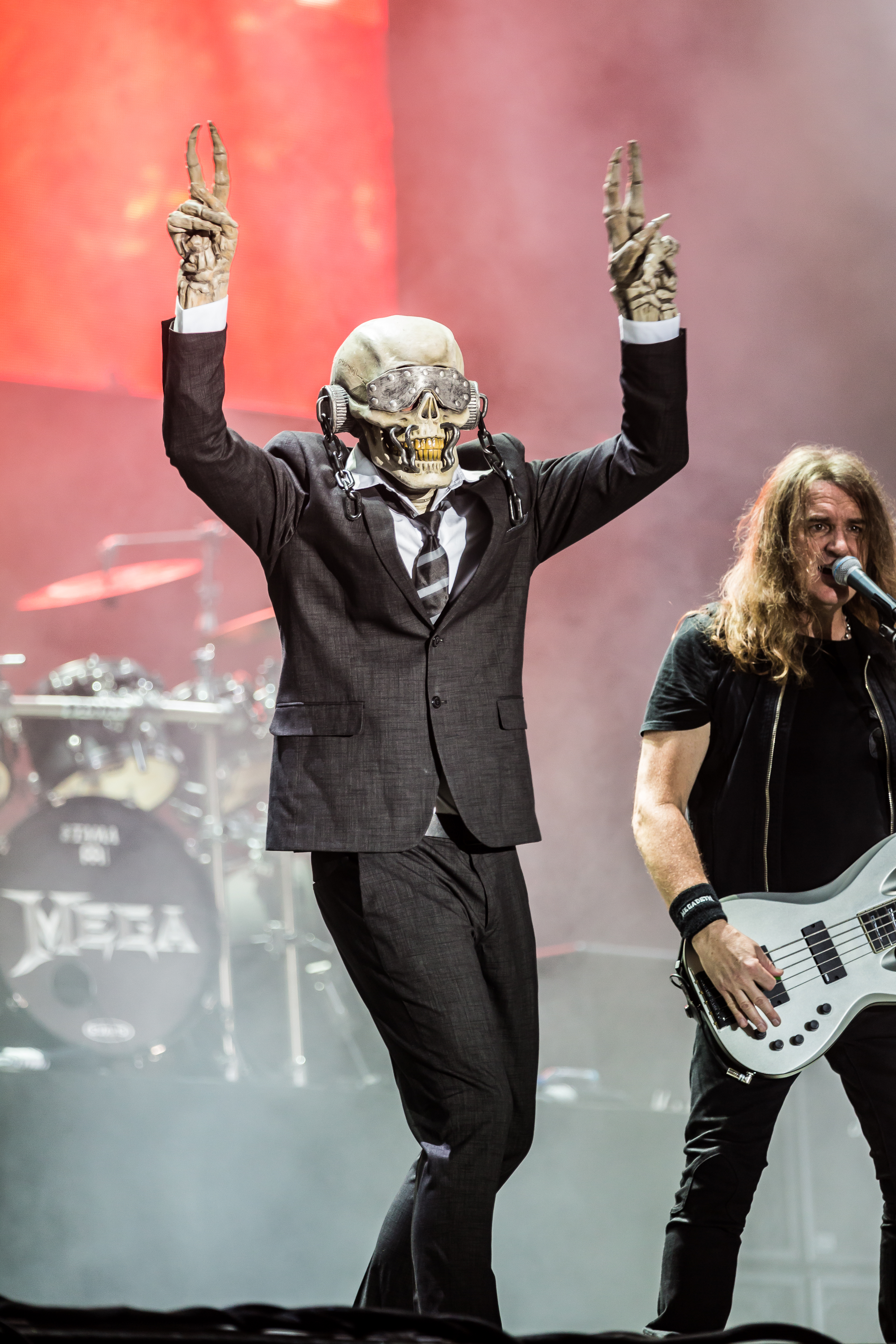
Vic Rattlehead, la mascotte del gruppo

Vic Rattlehead è la mascotte ufficiale della band che fu ideata dallo stesso Dave Mustaine. Facendo riferimento allo slang americano, "Rattlehead" è una parola mista che unisce i sostantivi "rattle" (sonaglio) e "head" (testa), indicando metaforicamente l'atto del cosiddetto headbanging.
Vic raffigura, fin dall'origine, un teschio con tappi e ostruzioni metalliche alle orecchie e agli occhi, oltre a uncini per chiudere la bocca.
Il tutto come esplicito riferimento alla sadica procedura a cui viene sottoposta la vittima della canzone The Skull Beneath the Skin.
La mascotte, come i suoi omologhi Eddie the Head degli Iron Maiden e Snaggletooth dei Motörhead, compare su quasi tutte le copertine del gruppo ma, contrariamente ai suoi colleghi, spesso non appare come "icona" con cui il pubblico è portato a identificarsi, ma nelle vesti di "antagonista", incarnazione dell'istituzione politico-militare che i Megadeth, nei giorni furiosi e anarchici della loro infanzia, intendevano sfidare e contestare: il personaggio si presenta infatti spesso in giacca e cravatta come un politico, o in veste di scienziato folle, o ancora appare, in un'impeccabile divisa militare, nell'atto di scatenare una guerra atomica.
Vic Rattlehead continua ad apparire sugli album dei Megadeth nonostante la recente conversione di Dave Mustaine al fondamentalismo evangelico e il suo vocale supporto all'ex presidente degli Stati Uniti d'America George W. Bush e alle politiche teocon. Inoltre, analogamente a quanto avvenuto con le ristampe degli album degli Iron Maiden, anche il dorso dei dischi rimasterizzati dei Megadeth, se affiancati, formano la figura per intero di Vic.

## Formazione
Attuale
- Dave Mustaine – voce, chitarra (1983-2002, 2004-presente)
- James LoMenzo – basso (2006-2010, 2021-presente)
- Dirk Verbeuren – batteria (2016-presente)
- Teemu Mäntysaari – chitarra (2023-presente)

## Discografia

### Album in studio
- 1985 – Killing Is My Business... And Business Is Good!
- 1986 – Peace Sells... But Who's Buying?
- 1988 – So Far, So Good... So What!
- 1990 – Rust in Peace
- 1992 – Countdown to Extinction
- 1994 – Youthanasia
- 1997 – Cryptic Writings
- 1999 – Risk
- 2001 – The World Needs a Hero
- 2004 – The System Has Failed
- 2007 – United Abominations
- 2009 – Endgame
- 2011 – Thirteen
- 2013 – Super Collider
- 2016 – Dystopia
- 2022 – The Sick, the Dying... and the Dead!

### Album dal vivo
- 1997 – Live Trax
- 1998 – Live Trax II
- 2002 – Rude Awakening
- 2006 – Unplugged in Boston
- 2010 – Rust in Peace Live
- 2013 – Countdown to Extinction: Live

### Raccolte
- 2000 – Capitol Punishment: The Megadeth Years
- 2002 – Still Alive...And Well?
- 2005 – Greatest Hits: Back to the Start
- 2007 – Warchest
- 2014 – Icon
- 2019 – Warheads on Foreheads

### Enciclopedie
- (EN) Garry Sharpe-Young, Rob Halford, Metal: The Definitive Guide, Jawbone Press, 2007, ISBN 978-1-906002-01-5.
- Alessandro Bonini, Emanuele Tomagnini, Enciclopedia discografica: dal rock al soul, dal pop alla new wave, dal punk al metal al jazz, Gremese Editore, 2004, ISBN 88-8440-314-6.
- (EN) Ian Christe, Sound of the beast: the complete headbanging history of heavy metal, Allison & Busby, 2004, ISBN 0-7490-8351-4.
- (EN) Peter Buckley, Jonathan Buckley, The Rough Guide to Rock, Rough Guides, 2003, ISBN 1-84353-105-4.
- Federico Guglielmi, Cesare Rizzi, Grande Enciclopedia Rock, Firenze, Giunti editore, 2002, ISBN 88-09-02852-X.
- Luca Signorelli, Metallus. Il libro dell'Heavy Metal, Giunti Editore, 2001, ISBN 88-09-02230-0.
- Luca Signorelli, Heavy Metal, i Moderni, Giunti Editore, 2000, ISBN 88-09-01697-1.
- Cesare Rizzi, Enciclopedia della musica rock. 3. 1980 - 1989, Volume 3, Firenze, Giunti editore, 2000, ISBN 978-88-09-21523-8.
- Riccardo Bertoncelli, Storia leggendaria della musica rock, Firenze, Giunti Editore, 1999, ISBN 88-09-01407-3.
- Martin C. Strong, The great rock discography, Giunti Editore, 1998, ISBN 88-09-21522-2.
- (EN) Pete Prown, Harvey P. Newquist, Legends of rock guitar: the essential reference of rock's greatest guitarists, a cura di Jon F. Eiche, Hal Leonard Corporation, 1997, ISBN 978-0-7935-4042-6.
- (EN) Robert Walser, Running with the Devil: power, gender, and madness in heavy metal music, Wesleyan University Press, 1993, ISBN 978-0-8195-6260-9.

### Testi monografici
- (EN) Dave Mustaine, Joe Layden, Mustaine: A Heavy Metal Memoir, HarperCollins, 2010, ISBN 978-0-06-171437-5.
- Joel McIver, Justice for all. La verità sui Metallica, Arcana Editrice, 2004, ISBN 978-88-7966-368-7.
- (EN) Mark Putterford, Metallica Talking, Omnibus Press, 2004, ISBN 1-84449-099-8.
- (EN) Adriana Rubio, Dave Mustaine: Are You Ready to Take the Risk?, Vantage Pr, 2001, ISBN 978-0-533-13642-1.